# Regal Lily
A Regal Lily (リーガルリリー, ’Királyliliom’) japán pop-rock-együttes, amely 2014 júliusában alakult Tokióban. Lemezkiadójuk a független Biotope Records.

## Az együttest története
A zenekart 2014 júliusában alapította Takahasi Honoka énekes-gitáros és Jukijama dobos, akikhez 2014 októberében koncertzenészként Siraisi Haruka basszusgitáros csatlakozott. 2015 áprilisában Siraisit teljes körű tagnak nevezték elő. Következő hónapban Lycanthrope (ライカンスロープ) és Reagal Lily címmel megjelent első kislemezük és első középlemezük, előbbit kizárólag a koncertjeiken, míg utóbbit kizárólag Tokió három boltjában árusítottak. A 2015 októberében megrendezett Mikakunin Festivalon a Shout It Out mögött a második helyen végeztek.
2016. március 31-én Lycanthrope (リカントロープ) címmel újabb kizárólag a koncertjeiken árusított kislemezt jelentettek meg. 2016. május 21-én a kanadai Montréalban, Torontóban és Vancouverben koncerteztek a Next Music from Tokyo vol. 8 koncertsorozat tagjaként. 2016. október 19-én The Post címmel megjelentették a bemutatkozó középlemezüket, amely a 103. helyen mutatkozott be az Oricon heti eladási listáján.
2017. július 5-én The Radio címmel megjelentették második középlemezüket, amely az 56. helyen mutatkozott be az Oricon heti albumlistáján. 2017. augusztus 26-án Siraisi felfüggesztette az együttessel kapcsolatos tevékenységeit a megromlott egészségi állapota miatt, majd szeptember 18-án bejelentette, hogy kilépett az zenekarból.

## Az együttes tagjai
- Takahasi Honoka (たかはしほのか?) (1997. december 10.): ének, gitár
- Jukijama (ゆきやま?) (1997. október 24.): dobok

### Korábbi tagok
- Siraisi Haruka (白石はるか?) (1998. április 28.): basszusgitár

2014 októberében koncertzenészként csatlakozott az együtteshez, 2015 áprilisában teljes körű taggá nevezték ki.
2017. augusztus 26-án felfüggesztette az együttessel kapcsolatos tevékenységeit a megromlott egészségi állapota miatt, majd szeptember 18-án bejelentette, hogy kilépett az zenekarból.

## Diszkográfia

### Kislemezek
| Megjelenés        | Cím                            | Formátum | Megjegyzések          |
| ----------------- | ------------------------------ | -------- | --------------------- |
| 2015. május       | Lycanthrope (ライカンスロープ) | CD       | koncerteken árusított |
| 2016. március 31. | Lycanthrope (リカントロープ)   | CD       | koncerteken árusított |

### Középlemezek
|                 | Megjelenés        | Cím           | Katalógusszám    | Helyezések | Megjegyzések                             |
| Oricon          | Megjelenés        | Cím           | Katalógusszám    |            | Megjegyzések                             |
| --------------- | ----------------- | ------------- | ---------------- | ---------- | ---------------------------------------- |
| –               | 2015. május 6.    | Reagal Lily   | CD               | –          | kizárólag Tokió 3 boltjában volt kapható |
| Biotope Records |                   |               |                  |            |                                          |
| 1.              | 2016. október 19. | The Post      | BIOTOPE–001 (CD) | 103        | –                                        |
| 2.              | 2017. július 5.   | The Radio     | BIOTOPE–002 (CD) | 56         | –                                        |
| 3.              | 2018. június 6.   | The Telephone | BIOTOPE–003 (CD) | 53         | –                                        |

## Közreműködések

### Együttesként
| Megjelenés        | Előadó        | Cím         | Dal     | Megjegyzések                           |
| ----------------- | ------------- | ----------- | ------- | -------------------------------------- |
| 2017. március 29. | (több előadó) | AKG Tribute | Mustang | Asian Kung-Fu Generation tribute album |

### Szóló
| Megjelenés          | Előadó | Cím                                 | Dal      | Megjegyzések                       |
| ------------------- | ------ | ----------------------------------- | -------- | ---------------------------------- |
| 2017. augusztus 30. | teto   | 9-cuki ni naru koto (9月になること) | Dystopia | Takahasi énekesként vendégszerepel |

## Fordítás
- Ez a szócikk részben vagy egészben a リーガルリリー című japán Wikipédia-szócikk ezen változatának fordításán alapul.  Az eredeti cikk szerkesztőit annak laptörténete sorolja fel. Ez a jelzés csupán a megfogalmazás eredetét és a szerzői jogokat jelzi, nem szolgál a cikkben szereplő információk forrásmegjelöléseként.